# توماس هيل
توماس هيل (بالإنجليزية: Thomas Hill)‏ (و. 1927 – 2009 م) هو ممثل أفلام، وممثل مسرحي، وممثل تلفزيوني، من الولايات المتحدة الأمريكية، توفي في بلومنقتون، عن عمر يناهز 82 عاماً.

## وصلات خارجية
- توماس هيل على موقع IMDb (الإنجليزية)
- توماس هيل على موقع ألو سيني (الفرنسية)
- توماس هيل على موقع ميوزك برينز (الإنجليزية)
- توماس هيل على موقع أول موفي (الإنجليزية)
- توماس هيل على موقع قاعدة بيانات الأفلام السويدية (السويدية)
- توماس هيل على موقع قاعدة بيانات الفيلم (الإنجليزية)
- توماس هيل على موقع كينوبويسك (الروسية)
- توماس هيل على موقع كينوبويسك (الروسية)